# Jackal (Halo)
Los Jackal o Chacal, o su nombre real Kig-Yar es una raza alienígena que conforman soldados de infantería básicos entre la fuerza de ataque terrestre del Covenant.
Los Jackal poseen un sentido de la vista, el oído y el olfato muy desarrollados, sirven de exploradores y asesinos a las fuerzas del Covenant. Usan pistolas de plasma y llevan un fuerte escudo de energía para compensar su debilidad física, aunque las granadas son bastante efectivas contra ellos ya que el escudo de energía no puede defenderlos de semejante onda explosiva. Su estatura es de aproximadamente 1,60 metros.

## Características
Se ve claramente que los Jackals portan una armadura metálica en su cuerpo, aunque no tienen significancia de rango, pero esto hace que los Jackals puedan resistir más a los ataques. Los Jackals tienen una apariencia, de ave con “pelo” en su cabeza, brazos y pies. Ellos tienen tres dedos en cada mano, y dientes picudos. Los científicos del ONI, han notado una gran variación en el color de piel, y han descubierto, que algunos tienen algún tipo de patrón en su piel. Algunos colores de los Jackals, incluyen a los naranja oscuro, y verde oscuro; aunque el tono de su piel es diferente su sangre siempre es morada.

## Cultura
En teoría los jackals tienen el mismo grado que los Grunts, pero en la práctica poseen un rango más elevado. El Jackal es único entre las especies del Covenant: más bien que los seguidores fieles de la religión de los Profetas, son mercenarios que trabajan para el Covenant y se les paga solamente el servicio con la promesa del Gran Viaje. A los jackals no les está permitido tener más que un nombre, ejemplos de sus nombres son Yeg, Jak y Bok. El jackal a menudo es cruel con los Grunts para asegurar su superioridad. Varias pruebas indican que los jackals son más crueles y sangrientos que lo visto en combate.

## Rangos
- Clase menor, por su escudo energético color azul, casi siempre se encuentran en la infantería.

Jackal con escudo color azul y los de escudo amarillo siendo estos últimos los más fuertes. Estos escudos bien usados hacen a los chacales un blanco difícil, pero el agujero en su escudo que usan para disparar puede ser un elemento a favor. Los Jackals se encuentran en un mejor estatus que los Grunts pero todavía por debajo de los Elites, porque deben obedecer sus órdenes.
- Clase mayor, no se sabe con exactitud si es el siguiente rango, pero se caracterizan por su escudo energético color naranja.

- Francotiradores, no cargan escudos de energía, pero en sus dos manos utilizan los rifles de haz, que es el arma francotirador del Covenant.